# Liste der Kulturgüter in Biasca
Die Liste der Kulturgüter in Biasca enthält alle Objekte in der Gemeinde Biasca im Kanton Tessin, die gemäss der Haager Konvention zum Schutz von Kulturgut bei bewaffneten Konflikten, dem Bundesgesetz vom 20. Juni 2014 über den Schutz der Kulturgüter bei bewaffneten Konflikten sowie der Verordnung vom 29. Oktober 2014 über den Schutz der Kulturgüter bei bewaffneten Konflikten unter Schutz stehen.
Objekte der Kategorien A und B sind vollständig in der Liste enthalten, Objekte der Kategorie C fehlen zurzeit (Stand: 1. Januar 2023).

## Kulturgüter
| Foto |                                                                                 | Objekt                                                                                             | Kat. | Typ | Standort                                  | Beschreibung |
| ---- | ------------------------------------------------------------------------------- | -------------------------------------------------------------------------------------------------- | ---- | --- | ----------------------------------------- | ------------ |
| ja   | Datei hochladen · Wikidata zu Propsteikirche Santi Pietro e Paolo (Q1072494)    | Propsteikirche Santi Pietro e Paolo / Chiesa prepositurale dei Santi Pietro e Paolo KGS-Nr.: 05302 | A    | G   | Salita alle Chiese 718126 / 135413        |              |
| BW   | Datei hochladen · Wikidata zu Zeughaus (Q29527077)                              | Zeughaus / Arsenale KGS-Nr.: 09096                                                                 | A    | G   | Via ai Grotti 28 718138 / 136025          |              |
| ja   | Datei hochladen · Wikidata zu Oratorium Santa Petronilla und Brücke (Q29884040) | Oratorium Santa Petronilla und Brücke / Oratorio di Santa Petronilla e ponte KGS-Nr.: 05303        | B    | G   | Via Santa Petronilla 718418 / 134640      |              |
| ja   | Datei hochladen · Wikidata zu Cavalier Pellanda Haus (Q29884033)                | Casa Cavalier Pellanda KGS-Nr.: 05304                                                              | B    | G   | Piazzetta Cav. Pellanda 7 717952 / 135466 |              |
| ja   | Datei hochladen · Wikidata zu Pfarrkirche San Carlo (Q3669738)                  | Pfarrkirche San Carlo / Chiesa parrochiale di San Carlo KGS-Nr.: 05305                             | B    | G   | Salita alle Chiese 7 718027 / 135449      |              |
| ja   | Datei hochladen · Wikidata zu Bahnhof Biasca (Q800520)                          | Bahnhof SBB / Stazione FFS KGS-Nr.: 05309                                                          | B    | G   | Via Bellinzona 7 718186 / 134565          |              |